# Chiesa di San Tommaso Apostolo (Carlino)
La chiesa di San Tommaso Apostolo è la parrocchiale di Carlino, in provincia ed arcidiocesi di Udine; fa parte della forania della Bassa Friulana.

## Storia
Si sa che a Carlino venne edificata una chiesa nel 1564. Detto edificio venne demolito nella prima metà del XVIII secolo per costruire l'attuale parrocchiale, edificata nel 1735 e consacrata nel 1772.

Nel 1926, con decreto dell'arcivescovo di Udine Antonio Anastasio Rossi, la chiesetta di Casino, da sempre appartenente alla parrocchia di Carlino, passò a quella di Marano Lagunare.
L'edificio fu poi restaurato nel 1978 e nel 2007.

## Interno

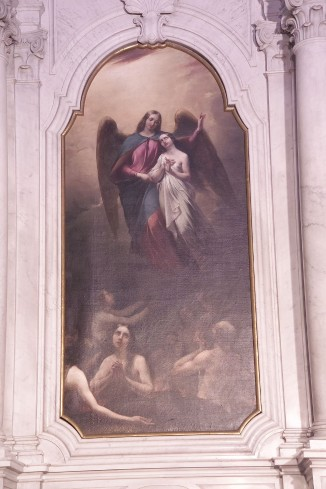
Michelangelo Grigoletti, Anime del Purgatorio

All'interno della chiesa sono conservati un dipinto su tela di Michelangelo Grigoletti raffigurante le Anime del Purgatorio, una pala d'altare del 1857 raffigurante San Rocco e i confessionali, costruiti dai fratelli udinesi Luigi e Giuseppe Filipponi.